# Michael Duberry
Michael Wayne Duberry (Enfield Town, 14 oktober 1975) is een Engels voormalig betaald voetballer die doorgaans als centrale verdediger speelde. Hij was actief in de Premier League met Leeds United, Reading en vooral Chelsea, waarmee hij de FA Cup, de League Cup, de Europacup II en de UEFA Super Cup won.

## Clubcarrière

### Chelsea
Duberry stroomde door vanuit de jeugd van Chelsea in 1993 en mocht debuteren onder coach Glenn Hoddle. Hij werd uitgeleend aan AFC Bournemouth in 1995. Duberry maakte één competitiedoelpunt voor Chelsea, tegen Manchester United op Old Trafford op 2 november 1996. Hij speelde regelmatig naast Frank Leboeuf centraal in de defensie, maar uiteindelijk zou Duberry "slechts" 87 optredens maken in zes seizoenen Chelsea in de Premier League. Onder leiding van de Italiaanse ex-aanvaller en speler-coach Gianluca Vialli speelde hij namelijk minder frequent. Vialli roteerde met zijn verdedigers of koos aan het einde van Duberry's carrière bij Chelsea vaker voor de van oorsprong centrale middenvelder Marcel Desailly als vaste centrale verdediger naast Leboeuf. Eerder was Desailly Champions League-winnaar met AC Milan.
Duberry won met Chelsea de FA Cup in 1997 onder speler-coach Ruud Gullit. Chelsea was te sterk voor Middlesbrough in de finale. Eddie Newton en Roberto Di Matteo scoorden. In mei 1994 gebeurde het omgekeerde. Manchester United was met 0-4 veel te sterk in de finale. Hij miste het gehele voorjaar van 1997 — en dus ook de finale van de FA Cup — met een achillespeesblessure, maar keerde terug naar het eerste elftal.
Duberry won in 1998 niet één, maar drie prijzen met Chelsea. Zo won Chelsea de voorlaatste editie van de Europacup II, door in de finale het Duitse VfB Stuttgart te verslaan. Gianfranco Zola scoorde het enige doelpunt voor Chelsea. Een maand na de Europacup II-overwinning veroverde de Londense club ook de UEFA Super Cup met een 0-1-zege tegen Champions League-winnaars Real Madrid. Gustavo Poyet scoorde het enige doelpunt. Eerder in 1998 won de club al de League Cup. Chelsea versloeg Middlesbrough met 2-0. Trevor Sinclair en Roberto Di Matteo waren de doelpuntenmakers.

### Leeds United
Duberry verruilde Chelsea in 1999 voor Leeds United, waar Arsenal-icoon David O'Leary trainer was. Leeds betaalde £ 4.500.000 voor hem aan Chelsea. Duberry kwam in de ploeg toen aanvoerder Lucas Radebe lange tijd out was met meerdere blessures. Hij kon echter niet bevestigen en verloor zijn basisplaats aan Jonathan Woodgate. Duberry bereikte met Leeds de halve finale van de Champions League in 2001. Valencia CF schakelde Leeds uit, waardoor het voorlopig laatste sprookje uit de clubgeschiedenis van Leeds ten einde was. Duberry kwam 54 keer in actie voor Leeds in de Premier League en scoorde één keer.

### Latere carrière
In de wintermercato van het seizoen 2004/2005 verhuurde Leeds hem aan Stoke City, waarna Stoke hem definitief aan zich bond vanaf de zomer van 2005. Duberry speelde 95 competitieduels voor Stoke en was aanvoerder. Hij verkaste vervolgens naar Premier League-club Reading voor een prijskaartje van £ 800.000, in de winter van 2007. Na twee seizoenen Reading besloot Duberry het wat rustiger aan te doen en tekende bij Wycombe Wanderers, dat uitkwam in de League Two. Na slechts een jaar verliet hij Wycombe Wanderers voor het Schotse St. Johnstone.
In juni 2011 tekende hij een contract bij Oxford United, volgens Duberry om dichter bij zijn gezin te gaan wonen. Duberry slaagde erin een "loepzuivere hattrick" te maken op 21 januari 2012 — althans, normaal gesproken zou het een hattrick zijn geweest. In een wedstrijd tegen Hereford United deed hij effectief drie keer de netten trillen, echter scoorde hij twee eigen doelpunten — eentje met links en eentje met rechts — en een kopbal voor Oxford (2-2 gelijkspel).
Duberry beëindigde zijn loopbaan op 2 oktober 2013, op 37-jarige leeftijd.

## Erelijst
| Competitie                    |         |         |
| Competitie                    | Aantal  | Jaren   |
| Chelsea                       | Chelsea | Chelsea |
| ----------------------------- | ------- | ------- |
| UEFA Beker voor Bekerwinnaars | 1×      | 1997/98 |
| UEFA Super Cup                | 1×      | 1998    |
| League Cup                    | 1×      | 1997/98 |
| FA Cup                        | 1×      | 1996/97 |